# Good Things (Dan + Shay)
Good Things è il quarto album in studio del duo musicale statunitense Dan + Shay, pubblicato nel 2021.

## Tracce
1. Good Things – 2:28
2. Steal My Love – 2:42
3. You – 3:16
4. Body Language – 2:24
5. Give in to You – 2:23
6. Irresponsible – 2:43
7. Lying – 2:26
8. One Direction – 3:17
9. Let Me Get Over Her – 3:02
10. Glad You Exist – 2:24
11. 10,000 Hours (with Justin Bieber) – 2:47
12. I Should Probably Go to Bed – 2:50

## Formazione

### Gruppo
- Dan Smyers – voce (tutte le tracce), chitarra acustica (5, 11, 12), piano (6, 10, 12), archi (6, 12), sintetizzatore (6, 8, 10–12), basso (10, 12), batteria (10, 12), chitarra elettrica (11)
- Shay Mooney – voce (tutte)

### Altri musicisti
- Abby Smyers – cori (1, 10, 11, 12)
- Bryan Sutton – chitarra acustica (1, 3, 4, 6–8, 10, 11), mandolino (1, 4, 6, 7, 11), dobro (1, 7)
- Derek Wells – chitarra elettrica (1–4, 6–9)
- Jimmie Lee Sloas – basso (1–4, 6–9)
- Gordon Mote – piano (1–4, 6–9), organo Hammond (2, 3, 7)
- Nir Z – batteria (1–4, 6–9), percussioni (1–4, 6–9)
- Jordan Reynolds – basso (5, 11), chitarra elettrica (5, 11), piano (5, 11), sintetizzatore (5, 11), chitarra acustica (11)
- Ilya Toshinsky – chitarra acustica (2, 9), ukulele (2)
- Wendy Moten – cori (3)
- Jason Eskridge – cori (3)
- Kyla Jade – cori (3)
- Robert Bailey – cori (3)
- Samson White – cori (3)
- Vicki Hampton – cori (3)
- Julia Michaels – cori (5)
- Mike Rinne – basso (5, 8)
- Nick Gold – violoncello (5, 8, 9)
- Una O'Riordan – violoncello (5, 8)
- Allison Gooding Hoffman – violino (5, 8, 9)
- Christina McGann – violino (5, 8)
- Johna Smith – violino (5, 8, 9)
- Louise Morrison – violino (5, 8)
- Charles Dixon – viola (5, 8, 9)
- Betsy Lamb – viola (5, 8, 9)
- Aubrey Haynie – fiddle (6)
- Craig Nelson – basso (9)
- Kevin Bate – violoncello (9)
- Jung-Min Shin – violino (9)
- Mary Kathryn Von Osdale – violino (9)
- Justin Bieber – voce (11)

## Classifiche
| Classifica (2021) | Posizione raggiunta |
| ----------------- | ------------------- |
| Stati Uniti       | 6                   |